# Alexandre de Bethmann
Pour les articles homonymes, voir Famille Metzler de Bethmann et Bethmann.
Alexandre Metzler de Bethmann, plus connu sous le nom Alexandre de Bethmann, né le 18 mai 1805 et mort le 8 avril 1871, est un négociant en vin et homme politique français.
Il fut maire de Bordeaux entre 1867 et 1870, fit l’acquisition du Château Gruaud Larose et du Château Olivier vers 1870, et développa son activité. Une rue bordelaise lui rend hommage.

## Biographie
Né en 1805 à Bordeaux, arrière-petit-fils par sa grand-mère de Johann Jakob Bethmann et petit-neveu de Friedrich Metzler, Alexandre Metzler de Bethmann hérite d’abord d’un nom prestigieux auprès des nouvelles dynasties d'affaires bordelaises du XIXe siècle. Mais il bénéficie surtout d’une bonne situation financière dont l'actif est essentiellement issu du patrimoine de sa mère Élisabeth von Hemerth ; il est complété par le patrimoine apporté par sa femme Henriette Balguerie-Stuttenberg qu’il épouse en 1828, celle-ci est la fille du négociant girondin Pierre Balguerie-Stuttenberg. Il est le père de Charles de Bethmann (1839-1912) et le beau-père d'Adrien Faure.

### Négociant en vin
En combinant ces actifs maternels et matrimoniaux et la relance de la modeste entreprise de négoce de vins de son oncle Édouard de Bethmann, il reprend avec efficacité la gestion de la société. Son succès est couronné par l’achat de vignobles, considérés alors comme des attributs incontournables des bonnes et grandes bourgeoisies du quartier des Chartrons (« l’aristocratie du bouchon ») et de ses dynasties – bien étudiées par l’historien Paul Butel. Alexandre de Bethmann acquiert les domaines de La Burthe à Floirac sur la rive droite de la Garonne, puis, en aval sur la rive gauche de la Gironde, le château Gruaud Larose à Saint Julien, et enfin le domaine de Castillon en Médoc.

### Impliqué dans des postes à responsabilités à Bordeaux
Après avoir été conseiller municipal de Floirac, il devient juge au Tribunal de commerce, membre de la Chambre de Commerce de 1839 à 1842, régent de la Banque de Bordeaux, la banque d’émission de monnaie locale, jusqu’à son intégration dans la Banque de France en 1848. À ce titre il devient alors membre du conseil d’escompte de la succursale de la Banque de France. Sur le registre politique, il est élu conseiller municipal de Bordeaux, adjoint au maire en 1860, avant d'être nommé par le préfet au poste de maire de Bordeaux, de janvier 1867 à août 1870.
Ce notable protestant s’insère ainsi dans les réseaux de sociabilité et de philanthropie des communautés protestantes girondines, étudiées par l’historien Séverine Pacteau-De Luze. Il devient administrateur du Dépôt de mendicité, président honoraire de la Société de secours aux blessés, et membre du Consistoire de l’Église réformée. Il meurt à Bordeaux en 1871.
En 1846, il effectue un voyage de deux mois en Italie en compagnie de Jean-Louis Gintrac.
C’est par ce parcours d’entrepreneur au service de la communauté économique et de l’action publique et philanthropique qu’Alexandre de Bethmann permet une intégration de sa famille au sein de la société bordelaise.
Ses diverses activités et surtout sa fonction de maire expliquent qu’une rue se soit vu attribuer le nom de Bethmann, à la lisière de la ville, aujourd’hui près du Centre hospitalier universitaire – non loin de l’ancien emplacement de la maison de campagne (ou « bourdieu ») des Bethmann.

## Rue de Bethmann
Le château Picon, domaine des Bethmann situé à Bordeaux et sur lequel sera construit le Centre hospitalier Charles Perrens, était longé par un chemin portant le nom de Bethmann. Ce dernier sera classé rue en 1939, et l'honneur attribué à Alexandre de Bethmann en tant qu'ancien maire de la ville.
En raison de l'implication de la Maison Bethmann dans l'esclavage, certaines associations bordelaises demandent que cette rue soit rebaptisée, ou accompagnée d'une plaque explicative.